# Odette Valéry
Pour les articles homonymes, voir Valéry.
Marfa Vasiliadis dite Odette Valéry (état civil inconnu), est une danseuse, chanteuse et actrice française d'origine grecque.

## Biographie

### Jeunesse
Odette Valéry a toujours entretenu un certain flou sur ses origines et sa famille. Selon la presse, elle serait née sous le nom de Marfa Basiliadi,, Hélène Vasilardi ou Marpha de Vasiliadis, à Athènes en 1879, 1880 ou 1883.
Née d'un père grec et d'une mère italienne, elle commence à étudier la danse à Rome où ses parents se sont établis. À quinze ans, elle fait partie de l'école de danse de l'Opéra de Paris. Remarquée par un imprésario, elle fait ses débuts à la Scala de Milan,, passe au Constantino de Rome et à l'opéra de Rome. Elle parle français, allemand, italien, espagnol et russe, ainsi qu'un peu d'anglais, et elle joue bien du piano.

### Aux Folies-Bergère

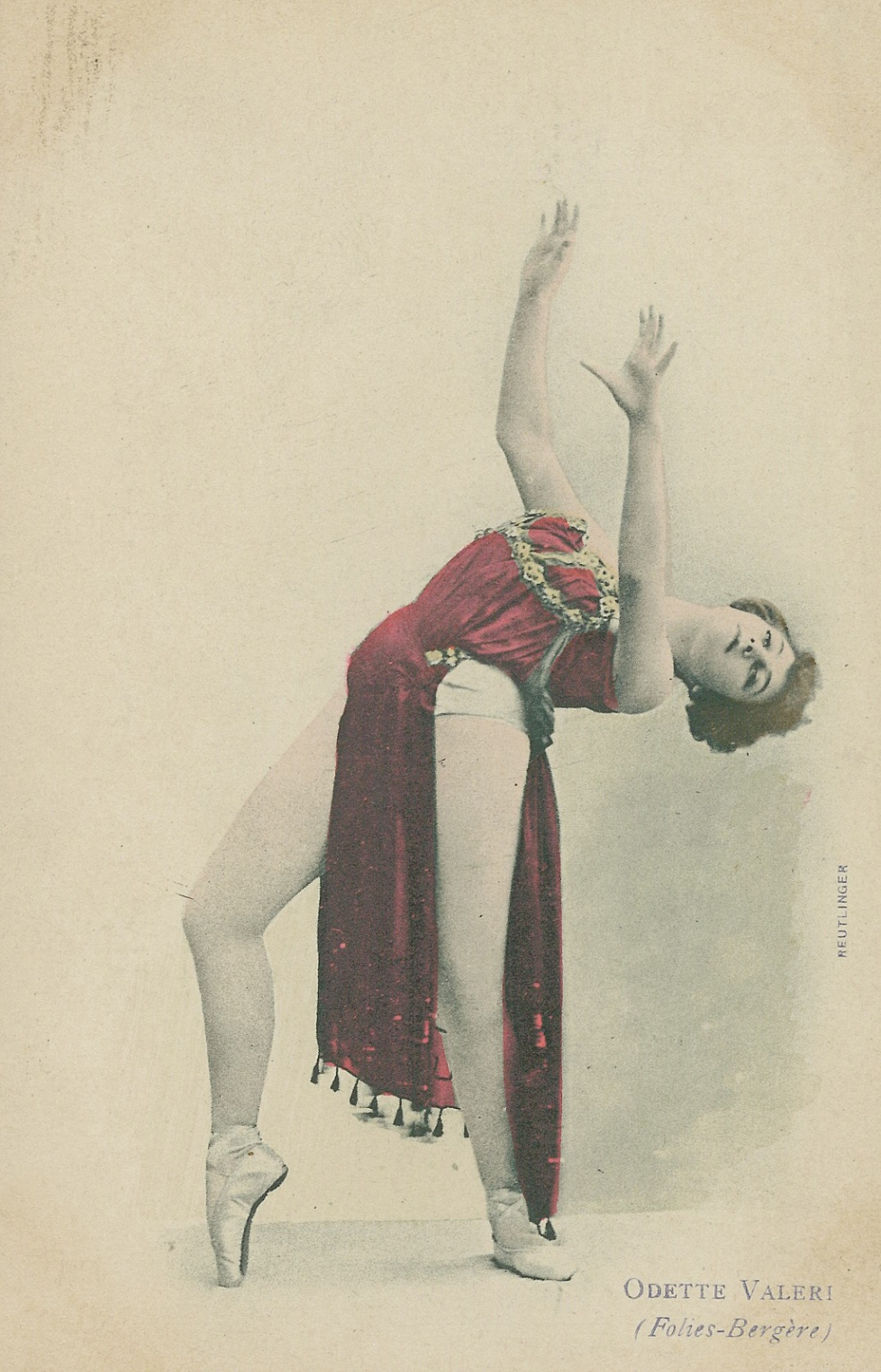
Odette Valéry, Les Grandes courtisanes, Folies-Bergère, 1899.

En avril 1898, elle est engagée par Édouard Marchand aux Folies Bergère où elle danse avec le Ballet Excelsior. Elle débute comme première danseuse dans Diamant, ballet d'Edmond Mize et Eugène Vivier et dans Le Rêve d'Elias de Paul Lacôme. En septembre 1898, elle crée, L'Enlèvement des Sabines, ballet-pantomime d'Adrien Vély et Charles Dutreil, musique de Paul Marcelles, avec Jane Margyl,,,. Le 25 janvier 1899, aux côtés de Jane Margyl et Jane Thylda, elle crée La Princesse au sabbat, ballet-pantomime de Jean Lorrain, musique de Louis Ganne,,,,. En mai 1899, elle crée le rôle de Vénus dans Les Grandes courtisanes, de Hubert Desvignes, musique d’Edmond Missa,.

### Danses grecques
Elle en vient à considérer la danse sur pointe comme danse « à l'ancienne » et se fait un nom en reconstituant des danses grecques anciennes, pieds nus, comme Isadora Duncan,. Elle passe au Casino de Paris et danse ses danses grecques dites danses lascives dans la presse de l'époque. Elle interprete le rôle de Sylvia dans La Statue du commandeur, pantomime de Paul Eudel et Evariste Mangin, musique d'Adolphe David, reprise au théâtre de l'Athénée,,,. Elle passe aux Capucines, aux Folies-Parisiennes.

### Théâtre
En 1901, elle est engagée au Ronacher Theatre à Vienne. La même année, elle s'essaye à la comédie dans le rôle de Claire Beaulieu dans une reprise du Maître des Forges de Georges Ohnet aux Bouffes du Nord,,, ; elle y joue aussi dans une reprise de Nana de Zola et créée le rôle de la Renommée dans La Mort de l'Aigle,.

### Music-hall
Elle revient au music-hall en 1902, en interprétant des danses et des chants napolitains au Casino de Paris. Elle passe au théâtre des Mathurins.
En 1903, elle part à Buenos-Aires, puis revient à Paris et passe au Casino de Paris.
En 1907, elle passe au Moulin-Rouge dansant le rôle du Modèle dans La Victoire d'Igra, pantomime d'André Arnyvelde.

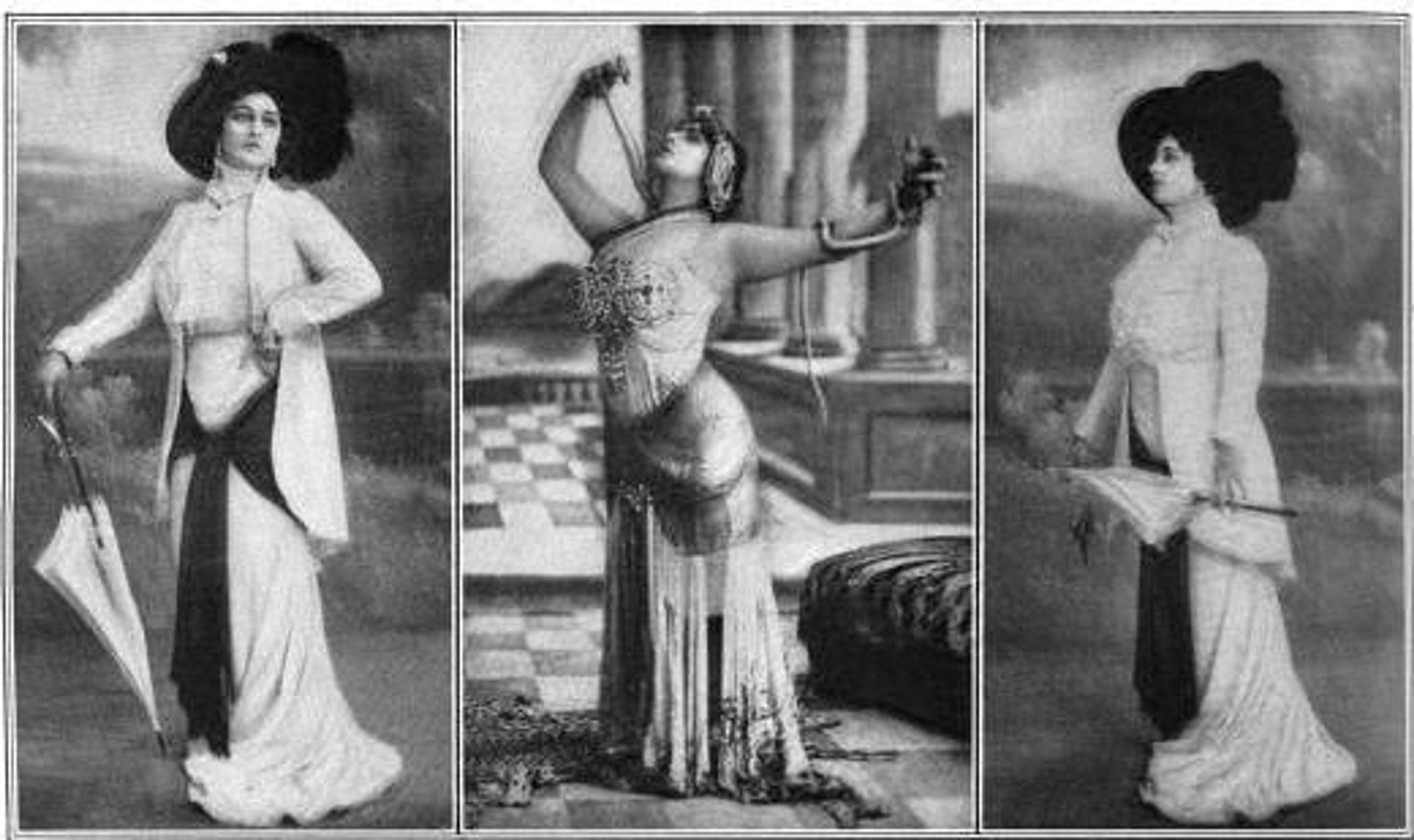
Odette Valéry en 1908. Au centre, en Cléopâtre.

En 1908, elle danse au Casino de Paris dans Fumées d'opium, ballet-pantomime d'Auguste Germain et R.Trébor,,. En mars 1908, elle interprète La danseuse aux Crotales au Gymnase. Puis, elle tourne en Angleterre, interprétant la scène de séduction de Salomé ; elle est interdite à Nottingham parce que le spectacle de la tête de Jean-Baptiste parait déplacé aux édiles,. Elle danse la Valse de Phryné et Salomé au Coliseum Theatre de Londres. Plus tard, elle interprète Cléopâtre au Coliseum Theatre et danse avec un aspic vivant,,.
En novembre 1908, engagée par Oscar Hammerstein I, elle fait sensation au Manhattan Opera lorsqu'elle danse le dernier acte de Samson et Dalila,, avec un serpent, avec les crocs enlevés. Trois serpents sont soignés par son propre domestique, Robert, qu'elle a engagé en plus des autres et qui voyagent avec elle, 
En 1909, elle joue et danse dans La Chair de Georges Wague et Léon Lambert, musique d'Albert Chantrier au Manhattan Opera House de New York.
En 1910, elle gagne 1000 dollars par semaine en dansant au Teatro comunale de Bologne. Elle possède plusieurs automobiles et amasse une fortune en bijoux.
En mars 1911, la presse annonce son mariage avec un journaliste connu sous le nom de Maurice de la Croisette, qui lui a récemment écrit un sketch pour le Little-Palace, mais elle dément elle-même la nouvelle peu après,,.

### Fin de carrière
Odette Valéry dépense sans compter et, en 1912, elle est démunie. Elle n'a plus d'argent lorsqu'elle doit subir une opération et elle ne peut pas travailler pendant une période prolongée. Bien que son salaire hebdomadaire corresponde à ce qu'un ouvrier gagne en un an à l'époque, elle n'a pas économisé un sou,. Elle se retrouve malade et affamée dans une pension bon marché de Notting Hill à Londres où son fils Gaetan, âgé de sept ans, prend soin d'elle. Elle survit ainsi depuis un an en mettant en gage ses bijoux. Un ami qui se produit au Hammerstein's London Opera House, la retrouve, la recueille et prévoit de la renvoyer chez elle en France pour récupérer.
Elle revient à Paris et bien qu'elle aurait eu vingt-huit aventures amoureuses en un an au sommet de sa gloire, elle a peu de vrais amis et continue à vivre dans la misère,. Le journal Comœdia lance une souscription. Georges Bonjean propose de la recueillir à la villa Médicis Libre à Villepreux. Une représentation à bénéfice est organisée pour elle par Madame Rasimi, directrice du Ba-Ta-Clan, le 16 décembre 1912,,. Elle part ensuite se reposer à Villepreux à partir du 1er janvier 1913.
Une héritière californienne, Aimee Crocker, vient à son aide en voyant son sort et donne un bal en son honneur pour collecter des fonds au Martin's (New York) (en). L'hôtesse porte un python vivant autour du cou pour l'événement.
En mars 1913, elle remonte sur scène et joue le rôle d'Estella dans Angoisse, mimodrame de Léon Xanrof, musique d'Hedwige Chrétien et Louis Ancel, à la Sirène. Ce sera sa dernière apparition connue sur une scène de théâtre. Elle avait alors 34 ans.
En 1914, éthéromane et morphinomane, elle est internée quelque temps à Sainte-Anne,. 
Son nom apparaît encore dans une rubrique mondaine en mai 1933 avant de disparaître définitivement.

## Iconographie
Odette Valéry a fait l'objet de nombreux portraits tirés par les grands photographes parisiens de l'époque tels Reutlinger, Charles Ogerau ou Édouard Stebbing, et largement diffusés par l'édition de cartes postales.
Le peintre Henri-Gabriel Ibels en a fait également le portrait sous le titre La Danseuse en 1899.